# Binaire code

Het woord 'Wikipedia' weergegeven in ASCII -binaire code, bestaande uit 9 bytes (72 bits).

Een binaire code wordt gebruikt om tekst, instructies aan de computer of andere gegevens te symboliseren met behulp van slechts twee tekens. Meestal worden hiervoor de cijfers "0" en "1" gebruikt, waardoor het binaire talstelsel gebruikt kan worden om met de binaire code te "rekenen". Dan wordt de binaire code opgevat als een binair getal.
De binaire code wordt gebruikt in de informatica en in de telecommunicatie. De omzetting van tekst, een computerinstructie of andere gegevens naar een binaire code leidt tot een reeks binaire tekens. Soms kiest men er daarbij voor met reeksen van vaste lengte te werken. Dan wordt letter, cijfer of ander teken weergegeven door een reeks van gelijke lengte, bijvoorbeeld een ASCII-code waarbij steeds 7 bits worden gebruikt om een teken te representeren.

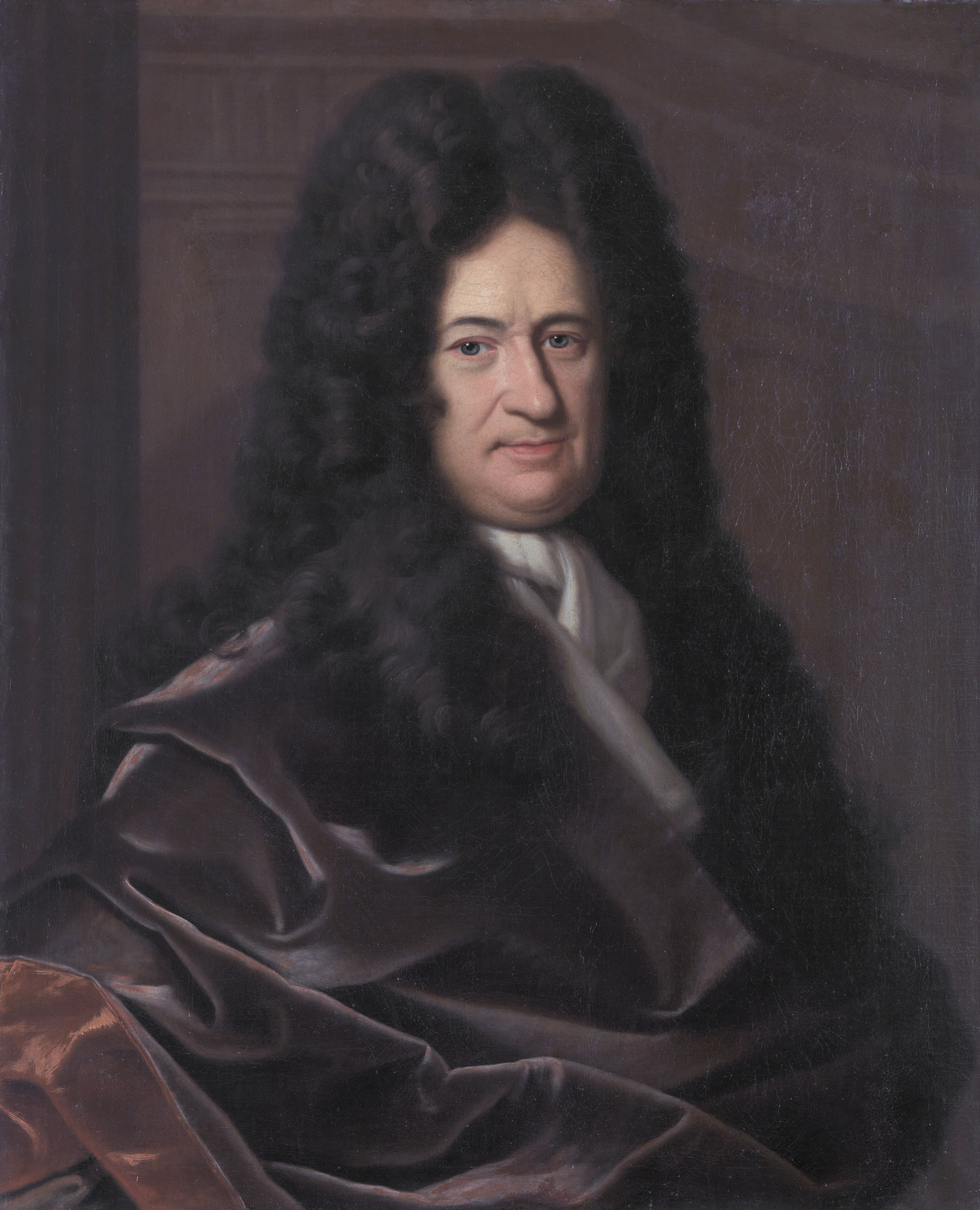
Gottfried Leibniz

Een binair talstelsel werd voor het eerst beschreven door Gottfried Leibniz in 1689 in zijn artikel Explication de l'Arithmétique Binaire. De volledige titel is, vertaald naar het Nederlands: "Uitleg van binaire rekenkunde, die alleen gebruik maakt van de symbolen 0 en 1 met opmerkingen over het nut ervan en over de betekenis die het geeft aan de oude Chinese figuren van Fuxi".
Leibniz leerde de I Tjing kennen uit zijn correspondentie met de Franse jezuïet Joachim Bouvet, en merkte met fascinatie op hoe zijn hexagrammen overeenkomen met de binaire getallen van 000000 tot 111111, en meende hier bewijs te zien van belangrijke Chinese prestaties op het gebied van de binaire wiskunde.